# Zilog eZ80
A Zilog eZ80 egy 8 bites mikroprocesszor mag és az ezen alapuló mikrovezérlő-család, lényegében a Zilog korábbi Z80 8 bites processzorának egy korszerűsített, feljavított változata.

## Áttekintés
Az eZ80 (a Z380-hoz hasonlóan) binárisan kompatibilis a Z80 és Z180 processzorokkal, azonban közel négyszer gyorsabb az eredeti Z80 processzornál, ugyanazon órajel mellett. Kapható már 50 MHz-es változatban is (2004), ennek a teljesítménye megfelel egy (elméletileg) 200 MHz-en meghajtott Z80-as processzorénak, megfelelően gyors memória használata mellett (azaz nincsenek várakozási állapotok az utasítás- és adatkiolvasás, adat vagy I/O műveletek esetén), de bizonyos alkalmazásokban még gyorsabb is lehet, pl. a 16 bites összeadás 11-szer gyorsabb, mint az eredetiben. Az eZ80, több egyéb címzési mód mellett, képes 16 MiB memória lineáris (folytonos) címzésére is, MMU nélkül; ezt úgy éri el, hogy a legtöbb regiszter (HL, BC, DE, IX, IY, SP és PC) méretét 16-ról 24 bitre növelték benne. A processzor képes Z80-kompatibilis üzemmódban működni, ekkor a regiszterek 16 bitesek és a címezhető memóriatartomány egy 64 KiB-os memórialap, azonban a processzor (8 bites) MBASE memória-lapregisztere segítségével így is elérhető 16 MiB címtartomány; vagy működhet ún. ADL (Address and Data Long) üzemmódban: ekkor a processzor több-bájtos regisztereket 24 bitessé terjeszti ki és lehetővé válik a 16 MiB-os lineáris címzés.
A processzor ALU egysége 24 bites, az utasításvégrehajtás futószalagos – ez a sebességnövekedés két fő oka. A futószalag 3 fokozatú, fetch-decode-execute fokozatokra oszlik, de a prefetch fokozat változó hosszúságú lehet. A korábbi Z280 és Z380 modellekkel ellentétben ez a processzor nem használ gyorsítótárat (cache) és nincs is rá szüksége, mivel úgy tervezték, hogy gyors SRAM memóriát használjon főmemóriának (a memória-árak csökkenése ezt lehetővé teszi). A belső sínje nem multiplexelt, mint pl. a Z280-nál, emiatt hasonlóan könnyű az illesztése, mint az eredeti Z80 és Z180 processzoroknak, valamint állandó és előrejelezhető az utasítások végrehajtási ideje is.
A csip tartalmaz egy, az eredeti Z80-as processzoréhoz hasonló memóriainterfészt; a sínvezérlő áramkör vonalai ki vannak vezetve a processzor lábaira. A processzorban van egy csipválasztó és várakozási állapot generáló áramkör, ami tulajdonképpen egy külső periféria-illesztő interfész: ehhez csatlakozik a négy chip select kivezetés és a wait bemenet – ezeknek a külső memóriák és I/O eszközök kezelésében van szerepük. Léteznek változatok, amelyek belső (on-chip) flash memóriával és belső zéró-várakozási állapotú SRAM-mal vannak felszerelve (max. 256 KiB flash memória és 16 KiB SRAM), de mindegyik modellben megvan a külső sín. Az eZ80 processzorokban 2 csatornás DMA vezérlő található.
Az eZ80 processzor szoftveres támogatásának része egy szabad felhasználású TCP/IP stack, Xinu alapú operációs rendszer, és egy valós idejű kernel is.

## Változatok
- eZ80Acclaim! – eZ80 alapú mikrovezérlő- ill. egycsipes számítógép-család, 'alkalmazásspecifikus standard termék' (ASSP, application-specific standard product). A csipek max. 128 KiB flash memóriát és 8 KiB SRAM-ot tartalmazhatnak, órajelük 20 MHz-ig terjedhet. A többi eZ80 változathoz hasonlóan ezeknél is hozzáférhető a cím- és adatsín, így általános célú mikroprocesszorként is használhatóak.
- eZ80AcclaimPlus! – hálózati kommunikációt célzó ASSP család. A csipek max. 256 KiB flash és max. 16 KiB SRAM memóriát tartalmazhatnak, órajelük elérheti az 50 MHz-et. A csipek az eZ80Acclaim! termékvonal TCP/IP stack-kel bővített verzióiként integrált 10/100BaseT Ethernet MAC vezérlőt tartalmaznak. Ezeknél is hozzáférhető a cím- és adatsín, szintén használhatók általános célú processzorként.

## Fordítás
- Ez a szócikk részben vagy egészben  a   Zilog eZ80 című angol Wikipédia-szócikk ezen változatának fordításán alapul.  Az eredeti cikk szerkesztőit annak laptörténete sorolja fel. Ez a jelzés csupán a megfogalmazás eredetét és a szerzői jogokat jelzi, nem szolgál a cikkben szereplő információk forrásmegjelöléseként.